# Carl Weiss
Carl Günther Hermann Weiss (født 29. april 1915 i Gentofte, død 2. april 2000 i Aarhus) var en dansk hockeyspiller, der deltog på det danske landshold ved OL 1936 i Berlin. Han stillede op for Københavns Hockeyklub.
Danmark blev delt nummer syv blandt de elleve deltagende hold efter nederlag i indledende runde til Tyskland og uafgjort mod Afghanistan samt i nederlag i to placeringskampe mod henholdsvis Schweiz og Japan.